# Калинове (Волноваський район)
Кали́нове (до 1 квітня 2016 — Калініне) — село Хлібодарівської сільської громади Волноваського району Донецької області України. Перша назва села Архангільське.

## Історія
Калинове (на той час Архангільське) заснували державні селяни, козаки й військові обивателі, перші з яких прибули у 1844 році: з Чернігівської губернії та Харківської губернії.

## Символіка
На гербі зображений Архангел Михаїл тому, що веде до історичної назви села.

## Географія
Селом тече річка Велико-Тарама.

## Загальні відомості
Відстань до райцентру становить близько 22 км і проходить автошляхом місцевого значення. Двічі на день проходить автобус із Маріуполя. Поблизу села розташований ботанічний заказник місцевого значення Знаменівська балка.

## Населення

### Мова
Розподіл населення за рідною мовою за даними перепису 2001 року:
| Мова       | Кількість | Відсоток |
| ---------- | --------- | -------- |
| українська | 611       | 87.54%   |
| російська  | 87        | 12.46%   |
| Усього     | 698       | 100%     |

За даними перепису 2001 року населення села становило 698 осіб, із них 87,54 % зазначили рідною мову українську та 12,46 % — російську.